# 台湾・クライム・ストーリーズ
台湾・クライム・ストーリーズ（英語: Taiwan Crime Stories）は2023年の台湾のテレビドラマ。台湾で実際に起きた4つの犯罪事件から着想を得た犯罪サスペンスドラマ。列車脱線事故保険金詐欺事件、一家惨殺事件、小学校教師殺人事件、軍事基地の幼児殺害事件などの事件を掘り下げると同時に、犯罪に至った人間の心理や欲望や、責任や救いなどのテーマについても描かれている。